# Zepter Pole Vault Stars 2010
21. Zepter Pole Vault Stars – halowy mityng lekkoatletyczny w skoku o tyczce, który odbył się 6 marca 2010 w Doniecku (Ukraina).

## Rezultaty
|           | 1. miejsce            | Rezultat | 2. miejsce    | Rezultat | 3. miejsce      | Rezultat |
| Mężczyźni | Przemysław Czerwiński | 5,82     | Steven Lewis  | 5,72     | Denys Jurczenko | 5,72     |
| Kobiety   | Jelena Isinbajewa     | 4,85     | Fabiana Murer | 4,70     | Monika Pyrek    | 4,60     |